# Teudis morenus
Teudis morenus là một loài nhện trong họ Anyphaenidae.
Loài này thuộc chi Teudis. Teudis morenus được Cândido Firmino de Mello-Leitão miêu tả năm 1941.